# Helaeomyia petrolei
Helaeomyia petrolei, conhecida como mosca do petróleo, é uma espécie de mosca da Califórnia, EUA. Suas larvas se alimentam de insetos mortos e outros artrópodes que se grudam em poços naturais de petróleo, o que faz dessa a única espécie conhecida de inseto que se desenvolve em petróleo bruto, substância em geral altamente tóxica aos insetos.

## Descrição
Os adultos possuem cerca de 5 mm de comprimento e corpo preto, à exceção de suas bochechas, mais claras. Seus balancins são amarelados com pontas brancas. O par de olhos possui pelos e fica próximo do meio da face.

## Biologia
Apesar de as larvas normalmente nadarem devagar próximas à superfície do óleo, com as pontas de seus respiradouros aparecendo sobre a superfície a todo minuto, elas são capazes submergir por períodos maiores. O comportamento pré-nupcial e a postura dos ovos ainda não foram descritos, mas pensa-se que os ovos não são colocados diretamente no óleo. Suspeita-se que as larvas saem deles para se tornarem pupas, viajando antes pelas hastes de gramíneas ao redor do poço. Seu completo desenvolvimento entre a fase de larva recém nascida e a de pupa ocorre exclusivamente em petróleo.

### Tolerância ao petróleo

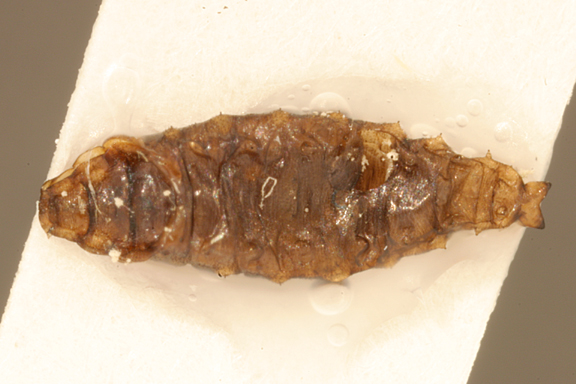
Larva de H. petrolei

As larvas ingerem grandes quantidades de óleo e asfalto, e é possível notar suas entranhas preenchidas com petróleo. Entretanto, experimentos nutricionais mostraram que sua dieta depende de matéria animal presente no óleo, a qual é rapidamente devorada por elas. Apesar de o óleo poder alcançar temperaturas de até 38 ºC, as larvas não sofrem qualquer efeito negativo em decorrência disso, mesmo quando adicionalmente expostas a meios com terebentina e xileno extra. Elas possuem cerca de 200 000 bactérias heterotóficas, as quais são de interesse científico em razão da busca por microorganismos ou possíveis enzimas que funcionem um meio solvente orgânico. Não há evidências de que essas bactérias contribuam para a fisiologia do inseto.
William Homan Thorpe referiu-se à H. petrolei como "indubitavelmente, uma das maiores curiosidades biológicas do mundo".

## Distribuição
A mosca do petróleo foi descrita pela primeira vez em petróleo bruto em La Brea Tar Pits, nas proximidades de Los Angeles, Califórnia, apesar de as larvas serem conhecidas por estudiosos do petróleo desde muito antes. A população desse díptero não está em risco, e essa espécie também já foi encontrada em outros lugares, nos quais a população é considerada esporádica.